# 肝属山地
肝属山地（きもつきさんち）は、九州南部の大隅半島南端部に横たわる山地である。国見山地（くにみさんち）などとも呼ばれる。北東から南西の方向に約50 kmの長さがある。山地の北側には肝属平野が広がり、北東側は志布志湾、南東側は大隅海峡（太平洋）、西側は鹿児島湾に面している。鹿児島県南大隅町、錦江町、肝付町、鹿屋市にまたがる。

## 地理
南部海岸沿いは黒潮に洗われるため冬期も比較的温暖な気候であり亜熱帯の植物が多く見られる。稲尾岳の山頂付近には照葉樹の原生林が広がっており、「森林生態系保護地域」に指定されている。かつては木炭、樟脳などを産出しており、森林鉄道があった。高山町ではイスノキを用いたそろばんが製造されており、大隅算盤として知られている。

### 主な山
- 国見山（標高886 m）
- 黒尊岳（標高908.5 m）
- 甫与志岳（標高967 m、肝属山地の最高峰）
- 八山岳（標高940.5 m）
- 稲尾岳
  - 稲尾岳（標高930 m）
  - 枯木岳（標高959 m）
- 木場岳（標高891 m）

## 地質

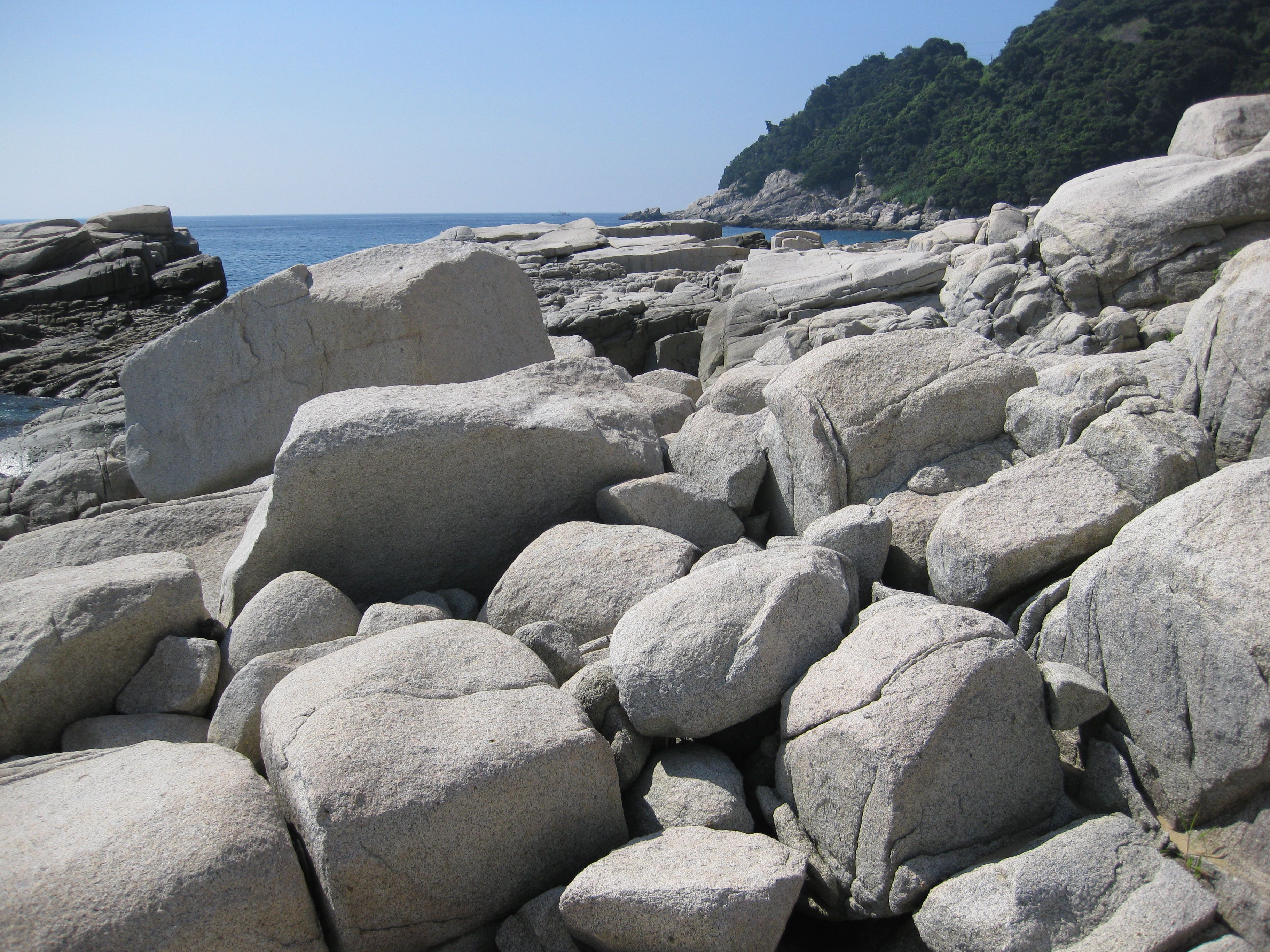
海岸に露出する花崗岩

かつて九州山地の延長線上にあった山脈が地殻変動によって分断され独立した山地となったものが肝属山地である。山地の大部分は「大隅花崗閃緑岩」と呼ばれる花崗岩または閃緑岩から成っており、九州南部においては屋久島、大崩山と並ぶ大規模花崗岩地帯（バソリス）である。花崗岩は1200-1400万年前に形成されたものであり、風化が進んでいるために崩れやすい。北西部には阿多カルデラから噴出した阿多火砕流を起源とする溶結凝灰岩が分布し、南西部の佐多岬周辺は古第三紀に堆積した地層から成っている。